# Адмет Пирридский
Адмет Пирридский (греч. Αδμητος; ум. ок. 430 до н. э.) — царь древнего Эпира, правивший в V веке до н. э. Считается основателем рода Пирридов. Сын Алкандра, внук Муниха, правнук Дрианта.
Однажды Адмет обратился с какой-то просьбой к афинянам, но получил презрительный отказ от Фемистокла, который тогда находился на вершине могущества в государстве. С тех пор Адмет очень озлобился, и ясно было, что он отомстит Фемистоклу, если тот когда-нибудь окажется в его власти. Однако, когда Фемистокл был изгнан из Эллады и, всеми гонимый и преследуемый, явился с мольбой к Адмету, тот неожиданно взял его под свою защиту и помог перебраться в Македонию.